# Fri Debat
Fri Debat er et tværpolitisk netværk, der har til formål at styrke bevidstheden om og forsvaret af ytringsfriheden. Netværket består af folk på tværs af det politiske spekter. Foruden at være en stemme i den offentlige debat har netværket den ambition at arrangere konferencer og gå-hjem-møder, der tager forskellige aspekter af ytringsfriheden under behandling.
Fri Debat blev grundlagt i januar 2010 af Jacob Mchangama, Frederik Stjernfelt, Jens-Martin Eriksen, Troels Heeger, Søren K. Villemoes, Torben Bech Dyrberg, Malene Busk, Peter Kurrild-Klitgaard, Klaus Rothstein, Morten Ebbe Juul Nielsen Kåre Bluitgen m.fl.

## Ekstern henvisning
- fridebat.nu Arkiveret 15. februar 2010 hos  Wayback Machine